# Explosions in the Sky
Az Explosions in the Sky egy instrumentális posztrock zenekar. 1999-ben alakultak meg. A tagok a Texas állambeli Austin, illetve Midland városokból származnak. Lemezkiadóik a Temporary Residence Limited és Bella Union.
Az egyik legsikeresebb és legismertebb posztrock együttes. Stúdióalbumaik mellett filmzenét is írtak. 2004-ben Magyarországon is felléptek, az A38 Hajón.

## Tagok
- Chris Hrasky - dobok
- Michael James - gitár, basszusgitár
- Munaf Rayani - gitár, billentyűk
- Mark Smith - gitár.

Koncerttagok:
- Carlos Torres - basszusgitár, gitár, billentyűk.

## Diszkográfia
- How Strange, Innocence (2000)
- Those Who Tell the Truth Shall Die, Those Who Tell the Truth Should Live Forever (2001)
- The Earth is Not a Cold Dead Place (2003)
- The Rescue (2005)
- All of a Sudden I Miss Everyone (2007)
- Take Care, Take Care, Take Care (2011)
- The Wilderness (2016)